# الذليقية
الذليقية هي قرية تتبعُ لمحافظة الأحساء في المنطقة الشرقية في المملكة العربية السعودية.

## الموقع
تقع جنوب الهفوف وهي تبعد عن مدينة الرياض غرباً 348 كيلو مترًا، كما تبعد عن الهفوف 28.2 كيلومترًا.

## النقل
يمر بالقرب من القرية الطريق السريع 75 يبعد عناه 60.2 كم.